# Svetovid
Svetovid (tudi Sventevith, Suvid, Svantevit, Svantovit, Svantovít, Swantovít, Sventovit, Zvantevith, Świętowit, Sutvid) je eden izmed bogov slovanske mitologije, ki ga povezujejo z vojno in prepirom.
Po navadi je upodobljen s štirimi glavami, ki gledajo na štiri različne strani neba. Po legendi naj bi jezdil na belem konju, njegov meč (ali včasih lok) pa je bil nepremagljiv. Že njegovo ime pravi, da je videl in vedel vse na svetu. Od njega so bili odvisni izidi bojnih pohodov, trgovskih poslanstev in žetev. Pogosto so Svetovidu prinašali žrtve v obliki živali. Baltski slovani so ga priznavali kot prvega in najvišjega boga.
S prihodom krščanstva naj bi se Svetovid ohranil v liku Svetega Vida.